# 가족끼리 왜 이래
《가족끼리 왜 이래》는 2014년 8월 16일부터 2015년 2월 15일까지 방영된 한국방송공사 주말연속극이다.

## 줄거리
자식들만을 바라보며 살아온 '자식 바보' 아빠가 이기적인 자식들을 개조하기 위해 고육지책으로 내놓은 '불효 소송'을 중심으로 가족이기에 당연하게 여겼던 고마움과 미안함을 전하는 휴먼 가족 드라마

## 등장인물
- (†) 표시는 드라마 상에서 최종적으로 사망한 인물이다.

### 주요 인물
- 유동근 : 차순봉(63세) 역 † - 삼남매의 아버지, 순봉씨네 두부가게 사장
- 김현주 : 차강심(37세) 역 (아역 : 이도연) - 차순봉의 큰딸, GK그룹 비서실장
- 김상경 : 문태주(37세) 역 - 문대오의 아들, GK그룹 상무
- 윤박 : 차강재(33세) 역 (아역 : 장호준, 정태성) - 차순봉의 큰아들, 위암전문의
- 손담비 : 권효진(29세) 역 - 권기찬의 외동딸, 푸드스타일리스트
- 박형식 : 차달봉(26세) 역 (아역 : 강이석) - 차순봉의 막내 아들, 백수
- 남지현 : 강서울(24세) 역 (아역 : 김고은) - 시골 소녀, 차순봉의 예비 며느리
- 서강준 : 윤은호(26세) 역 (아역 : 차성호) - 백설희의 아들, 전직 아이돌 가수

### 차순봉 주변 인물
- 양희경 : 차순금(62세) 역 - 차순봉의 여동생, 차씨 3남매의 고모
- 김정난 : 노영설(37세) 역 - 차순금의 딸
- 김정민 : 서중백(38세) 역 - 노영설의 남편, 치킨집 사장

### 문태주 주변 인물
- 김용건 : 문대오(60대 후반) 역 - 문태주의 아버지, GK그룹 회장

### 권효진 주변 인물
- 김일우 : 권기찬(50대 후반) 역 - 권효진의 아버지, 병원장
- 견미리 : 허양금(50대 초반) 역 - 권기찬의 아내

### 윤은호 주변 인물
- 나영희 : 백설희(50대 후반) 역 - 윤은호의 어머니, 전직 뉴스 앵커이자 방송인

### 그 외 인물
- 김서라 : 미스 고 역 - 차순봉의 소개팅 상대, 아웃도어 매장 운영
- 송재희 : 변우탁 역 - 14년 전 강심의 남자친구, 변호사
- 손하정 : 홍 대리 역 - 문대오의 비서
- 류제희 : 공 비서 역 - 문태주의 비서
- 박정표 : 남 비서 역 - 문대오의 비서
- 이소윤 : 이영진 역 - 차강재의 여자친구, 의사
- 나승호 : 레스토랑 매니저 역
- 이재익 : 고도리 역 - 레스토랑 주방장
- 김기석 : 부주방장 역
- 이대로 : 강서울의 외할아버지 역
- 최효상 : GK그룹 이사 역
- 정동규 : GK그룹 이사 역
- 손선근 : GK그룹 이사 역
- 조용우 : 소매치기범 역
- 박진수 : 경찰 역
- 김광섭 : 다단계회사 직원 역
- 허성태 : 다단계회사 지부장 역
- 심민 : 간호사 역
- 이상홍 : 경찰 역
- 고애리 : 뉴스 앵커 역
- 유형관 : 문대오의 운전기사 역
- 이재은 : 기차에서 강서울의 옆에 앉은 여자 역=
- 한춘일 : 동네주민 역
- 박통일 : 동네주민 역 - 세탁소 사장
- 구혜령 : 동네주민 역
- 안성원 : 레지던트 역
- 최영신 : 레지던트 역
- 김현 : GK그룹 직원 역
- 김태량 : 불합격 받은 비서 역
- 송서연 : 불합격 받은 비서 역
- 이원장 : 동대문 상가 관계자 역
- 김미준 : 동대문 상가 청소원 역
- 박은영 : 동대문 옷가게 사장 역
- 신훈희 : 강심의 맞선남으로 정해진 남자 역 (사진출연)
- 최욱 : 구급대원 역
- 최승윤 : 레지던트 역
- 김기성 : 달봉이가 알바 하는 곳 사장 역
- 박용 : GK그룹 보안직원 역
- 정지호 : 효진이네 운전기사 역
- 민정현 : 태주네 가사도우미 역
- 박건락 : 사채업자 역
- 이준상 : 사채업자 역
- 이상형 : 은호의 친구 역
- 강문경 : GK그룹 홍보팀장 역
- 한호용 : 공인중개사 역
- 이상훈 : 부동산 전문 사기꾼 역
- 차상미 : 아구찜 식당 직원 역
- 황재필 : 요리사 역
- 신혜정 : 효진이네 가사도우미 역
- 강충훈 : GK그룹 직원 역
- 고은총 : 이삿짐센터 직원 역
- 조병기 : 오 대표 역 - 최고유통의 대표
- 박상혁 : 최고유통의 본부장 역
- 이준희 : 표 변호사 역 - 효진이네 고문변호사
- 윤동영 : 바텐더 역
- 서지연 : 쇼호스트 역
- 김윤주 : 쇼호스트 역
- 배건식 : 홈쇼핑 관계자 역
- 김주현 : 결혼식 사진기사 역
- 육미라 : 한 여사 역 - 보영물산 사모님
- 정보름 : 윤소정 역 - 태주의 맞선녀이자 대학후배
- 이서연 : 서예진 역 - 강재의 첫사랑이자 전 여자친구, 차인우의 엄마
- 민우기 : 은행원 역
- 송승용 : 의사 역
- 장인섭 : 쪽칼 역
- 박원호 : 쪽칼의 부하 역
- 윤희원 : 의사 역
- 이유수 : 김 형사 역
- 최현준 : 오 변호사 역 - 백설희측 변호사
- 오진하 : 호텔 직원 역
- 김기현 : 노 회장 역 - 위암 환자
- 김주아 : 허양금의 동창 역
- 김종호 : GK그룹 이사 역
- 정자영 : 비뇨기과 의사 역
- 김오복 : GK그룹 직원 역
- 강지훈 : GK그룹 직원 역
- 박초아 : 간호사 역
- 리민 : 동네주민 역
- 하지은 : 변우탁의 전 부인 역 - 사진작가
- 오인택 : 클럽 DJ 역
- 지성근 : 공인중개사 역
- 신정아 : 의사협회장 부인 역
- 윤미향 : 두부가게 손님 역
- 박미애 : 두부가게 손님 역
- 송용호 : 김 PD 역 - 라디오 PD
- 염동헌 : 도남동 서씨 역 - 두부가게 거래처 사장
- 이성준 : 두부가게 거래처 사장 역
- 권영경 : 두부가게 손님 역
- 설창희 : 결혼식 사회자 역

### 아역
- 홍현택 : 차인우 역 - 서예진의 아들

### 특별출연
- 황광희 : 지하철 약장수 역 (2회)
- 임호 : 판사 역 (25~26회, 28회)
- 이국주 : 이국희 역 - 라디오 작가 (48~49회)

## 시청률
아래의 파란색 숫자는 '최저 시청률'이고, 빨간색 숫자는 '최고 시청률'입니다. 시청률조사회사와 지역별로 시청률에 차이가 있을 수 있습니다.
| 2014년      | 2014년      | 2014년          | 2014년        | 2014년          | 2014년        |
| 회차        | 방송일      | TNmS 시청률     | TNmS 시청률   | AGB 시청률      | AGB 시청률    |
| 회차        | 방송일      | 대한민국 (전국) | 서울 (수도권) | 대한민국 (전국) | 서울 (수도권) |
| ----------- | ----------- | --------------- | ------------- | --------------- | ------------- |
| 제1회       | 8월 16일    | 19.2%           | 18.0%         | 20.0%           | 20.5%         |
| 제2회       | 8월 17일    | 23.7%           | 24.4%         | 23.3%           | 24.0%         |
| 제3회       | 8월 23일    | 21.8%           | 22.0%         | 20.3%           | 20.2%         |
| 제4회       | 8월 24일    | 23.9%           | 24.3%         | 25.6%           | 25.3%         |
| 제5회       | 8월 30일    | 21.8%           | 21.2%         | 22.3%           | 22.4%         |
| 제6회       | 8월 31일    | 24.6%           | 25.7%         | 25.9%           | 25.8%         |
| 제7회       | 9월 6일     | 21.6%           | 23.1%         | 22.4%           | 22.2%         |
| 제8회       | 9월 7일     | 20.1%           | 20.7%         | 21.4%           | 21.2%         |
| 제9회       | 9월 13일    | 23.3%           | 23.8%         | 24.5%           | 24.7%         |
| 제10회      | 9월 14일    | 25.4%           | 25.7%         | 27.5%           | 29.0%         |
| 제11회      | 9월 20일    | 21.4%           | 21.5%         | 23.5%           | 24.4%         |
| 제12회      | 9월 21일    | 26.3%           | 27.9%         | 28.0%           | 28.8%         |
| 제13회      | 9월 28일    | 20.5%           | 22.9%         | 22.6%           | 22.8%         |
| 제14회      | 10월 4일    | 18.8%           | 20.6%         | 20.7%           | 20.7%         |
| 제15회      | 10월 5일    | 25.8%           | 28.0%         | 28.8%           | 28.7%         |
| 제16회      | 10월 11일   | 24.0%           | 24.4%         | 24.4%           | 23.8%         |
| 제17회      | 10월 12일   | 26.4%           | 27.6%         | 29.5%           | 29.6%         |
| 제18회      | 10월 18일   | 25.5%           | 26.6%         | 25.8%           | 25.7%         |
| 제19회      | 10월 19일   | 29.3%           | 31.6%         | 31.8%           | 32.0%         |
| 제20회      | 10월 25일   | 26.6%           | 27.6%         | 28.6%           | 28.6%         |
| 제21회      | 10월 26일   | 30.7%           | 33.2%         | 34.5%           | 34.7%         |
| 제22회      | 11월 1일    | 28.4%           | 29.0%         | 27.9%           | 27.0%         |
| 제23회      | 11월 2일    | 32.2%           | 34.3%         | 33.5%           | 34.2%         |
| 제24회      | 11월 8일    | 28.7%           | 29.1%         | 30.7%           | 30.9%         |
| 제25회      | 11월 9일    | 32.5%           | 34.5%         | 34.0%           | 33.6%         |
| 제26회      | 11월 15일   | 29.4%           | 29.0%         | 29.3%           | 29.4%         |
| 제27회      | 11월 16일   | 33.4%           | 36.0%         | 34.5%           | 34.9%         |
| 제28회      | 11월 22일   | 29.4%           | 29.3%         | 29.0%           | 28.7%         |
| 제29회      | 11월 23일   | 34.0%           | 37.4%         | 35.4%           | 35.8%         |
| 제30회      | 11월 29일   | 31.3%           | 32.0%         | 30.2%           | 29.8%         |
| 제31회      | 11월 30일   | 35.4%           | 37.9%         | 37.0%           | 35.8%         |
| 제32회      | 12월 6일    | 30.4%           | 31.7%         | 30.2%           | 29.6%         |
| 제33회      | 12월 7일    | 35.0%           | 37.1%         | 36.6%           | 36.6%         |
| 제34회      | 12월 13일   | 30.8%           | 31.0%         | 32.4%           | 32.4%         |
| 제35회      | 12월 14일   | 36.2%           | 38.3%         | 37.9%           | 38.0%         |
| 제36회      | 12월 20일   | 31.9%           | 33.2%         | 31.3%           | 30.2%         |
| 제37회      | 12월 21일   | 37.7%           | 40.3%         | 38.7%           | 38.0%         |
| 제38회      | 12월 27일   | 35.6%           | 37.0%         | 36.2%           | 36.4%         |
| 제39회      | 12월 28일   | 39.3%           | 41.9%         | 41.2%           | 42.2%         |
| 2015년      |             |                 |               |                 |               |
| 회차        | 방송일      | TNmS 시청률     | TNmS 시청률   | AGB 시청률      | AGB 시청률    |
| 회차        | 방송일      | 대한민국 (전국) | 서울 (수도권) | 대한민국 (전국) | 서울 (수도권) |
| 제40회      | 1월 3일     | 37.0%           | 38.8%         | 39.1%           | 39.3%         |
| 제41회      | 1월 4일     | 41.7%           | 44.4%         | 40.7%           | 40.9%         |
| 제42회      | 1월 10일    | 36.8%           | 38.4%         | 36.4%           | 35.6%         |
| 제43회      | 1월 11일    | 41.2%           | 44.3%         | 41.2%           | 41.9%         |
| 제44회      | 1월 17일    | 36.7%           | 37.8%         | 36.8%           | 37.3%         |
| 제45회      | 1월 18일    | 40.5%           | 42.9%         | 41.2%           | 41.9%         |
| 제46회      | 1월 24일    | 36.3%           | 37.8%         | 36.1%           | 36.4%         |
| 제47회      | 1월 25일    | 41.1%           | 43.7%         | 42.2%           | 43.0%         |
| 제48회      | 1월 31일    | 29.5%           | 30.3%         | 30.0%           | 29.9%         |
| 제49회      | 2월 1일     | 39.3%           | 41.7%         | 40.1%           | 40.1%         |
| 제50회      | 2월 7일     | 37.4%           | 38.8%         | 35.1%           | 34.4%         |
| 제51회      | 2월 8일     | 41.2%           | 44.1%         | 43.3%           | 44.1%         |
| 제52회      | 2월 14일    | 37.7%           | 39.6%         | 37.6%           | 36.8%         |
| 제53회      | 2월 15일    | 40.8%           | 43.5%         | 43.1%           | 42.4%         |
| 평균 시청률 | 평균 시청률 | 30.8%           | 32.2%         | 31.7%           | 31.8%         |

## 결방 사유 및 연장
- 2014년 9월 27일: 2014 인천 아시안게임 야구 준결승 중계방송으로 인한 결방[3]
- 2015년 1월 5일: 가족끼리 왜 이래 방영 분량이 50부작에서 3회 연장되어 53부작으로 변경 및 확정되었다.

## 수상 경력
- 2014년 KBS 연기대상 대상 유동근
- 2014년 KBS 연기대상 여자 최우수연기상, 베스트 커플상 김현주
- 2014년 KBS 연기대상 장편드라마부문 남자 우수연기상, 베스트 커플상 김상경
- 2014년 KBS 연기대상 남자 신인연기상, 베스트 커플상 박형식
- 2014년 KBS 연기대상 여자 신인연기상, 베스트 커플상 남지현
- 2014년 KBS 연기대상 작가상 강은경
- 2015년 제42회 한국방송대상 장편드라마부문 작품상

## 같이 보기
다른 시간대에 방영한 작품
- SBS 주말극장 《모던파머: 현대 농부》 (2014년 10월 18일 ~ 2014년 12월 27일)
- SBS 주말극장 《떴다! 패밀리》 (2015년 1월 3일 ~ 2015년 3월 15일)
- SBS 주말 특별기획 드라마 《끝없는 사랑》 (2014년 6월 21일 ~ 2014년 10월 26일)
- SBS 주말 특별기획 드라마 《미녀의 탄생》 (2014년 11월 1일 ~ 2015년 1월 11일)
- SBS 주말 특별기획 드라마 《내마음 반짝반짝》 (2015년 1월 17일 ~ 2015년 4월 12일)
- MBC 주말 특별기획 드라마 《전설의 마녀》 (2014년 10월 25일 ~ 2015년 3월 8일)

경쟁작
- MBC 주말 드라마 《왔다! 장보리》 (2014년 4월 5일 ~ 2014년 10월 12일)
- MBC 주말 드라마 《장미빛 연인들》 (2014년 10월 18일 ~ 2015년 4월 12일)